# Promenade Roland-Lesaffre
La promenade Roland-Lesaffre est une voie située entre les quartiers des Grandes-Carrières et de Saint-Georges, respectivement situés aux 9e et 18e arrondissements de Paris, en France.

## Situation et accès
Cette promenade est située sur le terre-plein central du boulevard de Clichy, entre la rue Caulaincourt et la place Blanche.

## Origine du nom

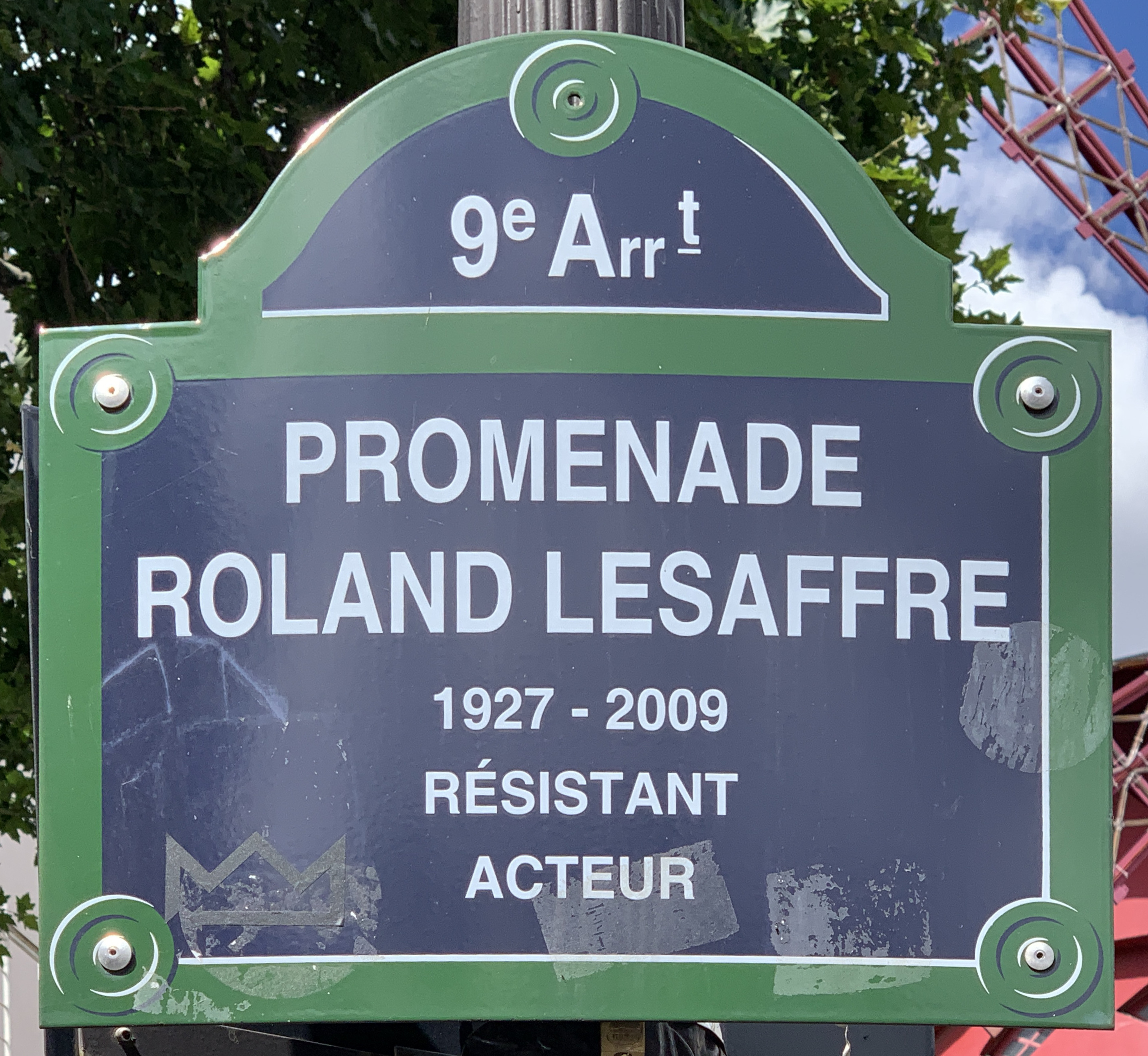
Plaque de la promenade.

Elle porte le nom de Roland Lesaffre (1927-2009), résistant et acteur, qui est une figure du quartier de Montmartre.

## Historique
Cette voie est créée par délibération municipale du 18 décembre 2013, et inaugurée le 5 février 2014.